# Hermann von Strünkede
Hermann von Strünkede (* im 14. Jahrhundert; † im 14. Jahrhundert) war Vizedominus und Domherr in Münster.

## Leben
Hermann von Strünkede entstammte dem westfälischen Adelsgeschlecht von Strünkede mit dem Stammsitz im Wasserschloss Strünkede. Er war der Sohn des Bernd von Strünkede. Seine Mutter trug den Vornamen Mabilia. Der Familienname ist nicht belegt. Hermann findet als Vizedominus erstmals am 11. Oktober 1350 urkundliche Erwähnung.
In dieser Funktion war er der Vertreter des Landesherrn. Die Archidiakonate Darup, Stromberg, Südkirchen, Westbevern, Bösensell und Bork waren in seinem Besitz. Hermann blieb bis zum Jahre 1386 in diesen Ämtern.